# Hypsilurus
Hypsilurus Peters, 1867 è un genere di sauri arboricoli della famiglia Agamidae, diffusi in Melanesia e nell'Australia orientale.

## Tassonomia
Il genere Hypsilurus comprende le seguenti specie:
- Hypsilurus auritus (Meyer, 1874)
- Hypsilurus binotatus (Meyer, 1874) – dragone della foresta a due macchie
- Hypsilurus boydii (Macleay, 1884) – dragone della foresta di Boyd
- Hypsilurus bruijnii (W. Peters & Doria, 1878) – dragone della foresta di Brujin
- Hypsilurus capreolatus Kraus & S. Myers, 2012
- Hypsilurus dilophus (A.M.C. Duméril & Bibron, 1837) – dragone della foresta indonesiano
- Hypsilurus geelvinkianus (W. Peters & Doria, 1878) – dragone della foresta della Nuova Guinea
- Hypsilurus godeffroyi (W. Peters, 1867) – dragone della foresta settentrionale
- Hypsilurus hikidanus Manthey & Denzer, 2006 – dragone della foresta di Hikida
- Hypsilurus longi (Macleay, 1877) – dragone della foresta di Long
- Hypsilurus macrolepis W. Peters, 1872
- Hypsilurus magnus Manthey & Denzer, 2006
- Hypsilurus modestus (Meyer, 1874) – dragone della foresta modesto
- Hypsilurus nigrigularis (Meyer, 1874)
- Hypsilurus ornatus Manthey & Denzer, 2006 – dragone della foresta di Denzer
- Hypsilurus papuensis (Macleay, 1877) – dragone della foresta di Papua
- Hypsilurus schoedei (T. Vogt, 1932) – dragone della foresta di Vogt
- Hypsilurus schultzewestrumi (Urban, 1999)
- Hypsilurus spinipes (A.M.C. Duméril & A.H.A. Duméril, 1851) – dragone della foresta meridionale
- Hypsilurus tenuicephalus Mathey & Denzer, 2006